# Писарев, Георгий Иванович
Георгий Иванович Писарев (23 марта 1919, с. Ермолаевка, Томская губерния — 12 сентября 1981, Москва) — советский офицер мотострелковых частей в годы Великой Отечественной войны. Герой Советского Союза (24.03.1945). Генерал-майор.

## Биография

### Ранние годы
Георгий Писарев родился 23 марта 1919 года в селе Ермолаевка (ныне Убинского района Новосибирской области) в русской крестьянской семье. Окончил 9 классов школы в 1936 году, Томскую совпартшколу. Работал секретарём комитета комсомола Томского музыкального училища, затем секретарём Куйбышевского райкома комсомола в городе Томск.
В Красной Армии с декабря 1939 года. После окончания полковой школы служил в танковом полку. В 1940 году окончил Ивановское военно-политическое училище. Служил политруком роты отдельного танкового батальона в Белорусском особом военном округе. Член ВКП(б) с 1941 года.

### Участие в Великой Отечественной войне
В Действующей армии Великой Отечественной войны с 22 июня 1941 года — начал войну в районе города Брест. В первый год войны воевал политработником, был комиссаром 635-го стрелкового полка 143-й стрелковой дивизии на Брянском фронте. В ноябре 1941 года был легко ранен. В бою 17 мая 1942 года старший политрук Писарев был тяжело ранен. После выздоровления направлен в танковые войска, будучи инструктором политотдела 109-й отдельной танковой бригады воевал на Донском фронте и участвовал в Сталинградской битве. Там в конце 1943 года получил третье ранение, но вскоре вернулся в строй. Там же награждён и своим первым орденом, причём за личную отвагу: находясь с заданием на передовой, вызвался помочь командованию в организации ночной атаки укреплённой высоты, лично вёл атакующую цепь, одним из первых ворвался в немецкие окопы и уничтожил в бою 10 немецких солдат. В начале 1943 года воевал на Центральном фронте.
После окончания курсов усовершенствования командного состава направлен на командные должности. С лета 1943 года и до Победы воевал в должности командира батальона 26-й мотострелковой бригады 19-го танкового корпуса капитан Г. И. Писарев принимал участие Курской битве и в Донбасской наступательной операции. В ходе Мелитопольской наступательной операции в октябре 1943 года совершил глубокий рейд по тылам врага в Северной Таврии. В апреле — мае 1944 года отважно действовал в Крымской наступательной операции, в составе передового подвижного отряда пересёк Крымский полуостров и вышел к Севастополю, участвовал в освобождении Джанкоя и Симферополя.
Командир мотострелкового батальона 26-й мотострелковой Сивашской бригады (19-й танковый корпус (СССР), 6-я гвардейская армия, 1-й Прибалтийский фронт) майор Г. Писарев особо отличился в ходе Прибалтийской стратегической наступательной операции 1944 года. 6 октября 1944 года был введен в бой 19-й танковый корпус, в составе которого майор Писарев командовал мотострелковым батальоном. Он умело организовал прорыв обороны врага и форсирование реки Вардува в районе города Седа Литва. На своём командирском танке вырвался вперёд, увлекая за собой подчиненных. При этом переправа была захвачена в неповреждённом состоянии, а сам Писарев раздавил танком несколько орудий врага. На следующий день, 7 октября, майор Писарев оставил для прикрытия переправы несколько танков, а сам с главными силами батальона прорвался в тыл врага. Танкисты обнаружили колонну отступавших гитлеровских войск и стремительно атаковали её. В этом бою были раздавлены, сожжены и захвачены до 150 автомашин, 15 орудий, 15 бронетранспортёров врага. В плен захвачено свыше 200 гитлеровцев, ещё несколько десятков уничтожены в бою. Умелые действия майора Писарева обеспечили успешный ввод в прорыв главных сил корпуса.

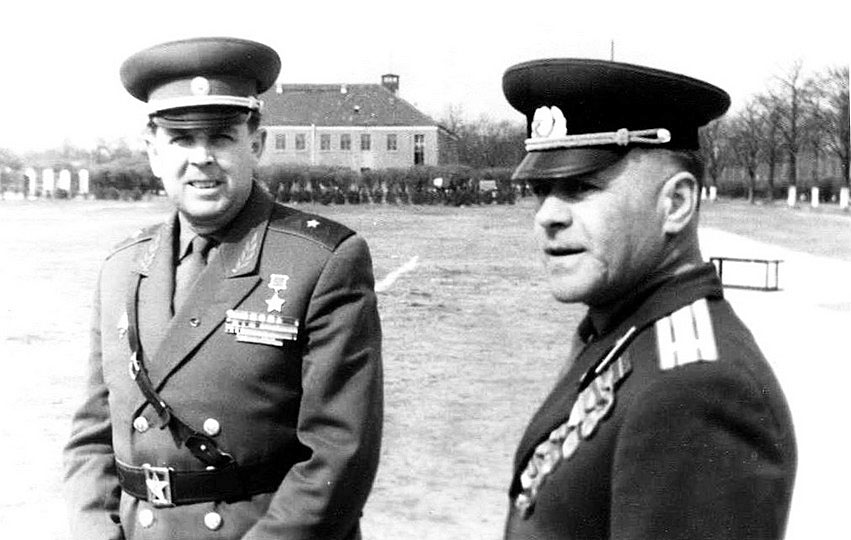
Командир 6-й гв. мсд гв. генерал-майор Г. И. Писарев и комбат гв. п/п-к А. Н. Алексеев

Указом Президиума Верховного Совета СССР от 24 марта 1945 года за образцовое выполнение заданий командования в борьбе против немецко-фашистских захватчиков и проявленные при этом мужество и героизм Писареву Георгию Ивановичу было присвоено звание Героя Советского Союза с вручением ордена Ленина и медали «Золотая Звезда» (7583).
В 1945 году участвовал в Восточно-Прусской наступательной операции.

### После войны
После войны продолжал службу в Советской армии. В 1953 году окончил Военную академию имени М. В. Фрунзе. Командовал танковым полком. В 1966—1968 годах командовал в ГСВГ 6-й гвардейской мотострелковой Львовской ордена Ленина Краснознамённой ордена Суворова дивизией (Бернау). Последнее место службы — штаб гражданской обороны города Москва.
С 1976 года генерал-майор Писарев Г. И. — в запасе. Жил в городе-герое Москва.
Умер в Москве 12 сентября 1981 года, похоронен на Кунцевском кладбище (участок 9-3).

## В воспоминаниях современников
… в 19-м танковом корпусе генерала И. Д. Васильева … отличился …командир передового отряда майор Писарев. Вырвавшись со своим батальоном далеко вперёд, он вышел к крупному населённому пункту Седа. Узнав, что там сильный гарнизон, майор повёл батальон в обход Седы с севера. В пути отряд встретил мотоколонну гитлеровцев, с ходу атаковал её и разгромил, уничтожив 15 бронетранспортёров, 15 орудий и 150 автомашин. Подойдя к укреплённому пункту с тыла, он внезапной атакой истребил фашистский гарнизон, захватив 200 пленных, 15 орудий и много другого вооружения. Противнику так и не удалось выбить из Седы отважный батальон, и он несколько часов держал оборону, пока не подошли главные силы 26-й мотострелковой бригады полковника Храповицкого. Георгию Ивановичу Писареву было присвоено звание Героя Советского Союза.
— Герой Советского Союза  Маршал Советского Союза  Баграмян И.Х.  Так  шли мы к победе. -  М: Воениздат, 1977.- С.457.

## Награды

Могила Писарева на Кунцевском кладбище Москвы

- Медаль «Золотая Звезда» Героя Советского Союза (24.03.1945);
- орден Ленина (24.03.1945);
- три ордена Красного Знамени (18.11.1943, 16.08.1944, ?);
- орден Отечественной войны II степени (01.06.1944);
- три ордена Красной Звезды (22.10.1942, ?, ?);
- орден «За службу Родине в Вооружённых Силах СССР» III степени (30.04.1975);
- медаль «За боевые заслуги»;
- медаль «В ознаменование 100-летия со дня рождения Владимира Ильича Ленина» (1970);
- медаль «За победу над Германией в Великой Отечественной войне 1941—1945 гг.» (9.5.1945);
- юбилейная медаль «Двадцать лет Победы в Великой Отечественной войне 1941—1945 гг.» (7.5.1965);
- юбилейная медаль «Тридцать лет Победы в Великой Отечественной войне 1941—1945 гг.» (25.4.1975);
- медаль «Ветеран Вооружённых Сил СССР»;
- медаль «30 лет Советской Армии и Флота» (22.2.1948);
- юбилейная медаль «40 лет Вооружённых Сил СССР» (18.12.1957);
- юбилейная медаль «50 лет Вооружённых Сил СССР» (26.12.1967);
- юбилейная медаль «60 лет Вооружённых Сил СССР» (28.1.1978);
- медаль «За безупречную службу» I степени;
- знак «25 лет победы в Великой Отечественной войне» (24.4.1970).

## Память
- Имя Героя высечено золотыми буквами в зале Славы Центрального музея Великой Отечественной войны в Парке Победы (Москва).
- На могиле (Кунцевское кладбище, Москва, участок 9-3) установлен надгробный памятник.
- В честь Героя названы средняя школа его родного села Ермолаевка и улица в селе Убинское[5].
- В центральном парке города Каргат установлен бюст Героя.
- В Новосибирске его имя высечено на Аллее Героев у Монумента Славы и на пилоне у Монумента Славы села Убинское.[6]
- Мемориальная доска установлена в Москве на доме, в котором он жил.